# Eleccions municipals de Torrevella
Els resultats de les eleccions municipals a Torrevella (Baix Segura) des de 1979 han estat el següent.

## Partits amb representació municipal
Els partits polítics que, des de les eleccions de 1979, han obtingut representació a l'Ajuntament de Torrevella, són els següents:
- PP. Partit Popular.
  - CD. Coalició Democràtica, coalició en la que hi participava Alianza Popular.
  - AP. La CD passa a ser una federació de partits: la Federación de partidos de Alianza Popular.
  - PP. Des de 1991 passà a anomenar-se Partit Popular.
- PSPV-PSOE Partit Socialista del País Valencià-PSOE
- EVPV Els Verds.
  - EU-EV el 1995 es presentà la coalició Esquerra Unida-Els Verds.
  - IV-Bloc el 2003 es presentà la coalició Izquierda Verde-Bloc.
  - EVPV a partir de 2007 es presentà com a partit.
  - LVPV el 2007 es presentà amb el nom de Los Verdes del País Valenciano
- Sueña. Sueña Torrevieja.
- C's. Ciutadans - Partit de la Ciutadania
- APTCe. Alternativa Popular de Torrevieja.
- EUPV: Esquerra Unida del País Valencià
  - PCE el 1979 es presentà el Partit Comunista d'Espanya
  - PCE-PCPV el 1983 es presentà com Partit Comunista d'Espanya-Partit Comunista del País Valencià.
  - IU-UPV el 1987 el PCPV creà la coalició Izquierda Unida i es presentà en coalició am Unitat del Poble Valencià
  - EUPV el 1991 i en 1999 es presentà com Esquerra Unida del País Valencià.
  - EU-EV el 1995 EUPV es presentà en coalició amb Els Verds.
  - ENTESA el 2003 es presentà dins la coalició l'Entesa que incloïa Esquerra Unida i Esquerra Valenciana
  - EUAMIE el 2007 presentà la coalició «Esquerra Unida: Acuerdo Municipal de Izquierdas y Ecologistas»
- UCD Unió de Centre Democràtic.
- CUT Candidatura Unida Torrevejense
- PASOC Partido de Acción Socialista.
  - PSOE-h El 1979 es presentà com PSOE-històric.
  - PASOC El 1983 es presentà com Partit d'Acció Socialista.
- PI Progresistas Independientes.
- CDS Centre Democràtic i Social.

## Evolució
L'evolució en el repartiment dels regidors per partits polítics des de les eleccions municipals de 1979 és la següent:
| Històric de regidors a l'Ajuntament de Torrevella |              |      |      |      |      |      |      |      |      |      |      |      |
| Candidatura                                       | Candidatura  | 1979 | 1983 | 1987 | 1991 | 1995 | 1999 | 2003 | 2007 | 2011 | 2015 | 2019 |
|                                                   | AP / PP      | 2    | 4    | 5    | 13   | 12   | 14   | 15   | 14   | 15   | 11   | 14   |
|                                                   | PSPV-PSOE    | 9    | 12   | 6    | 7    | 6    | 6    | 8    | 7    | 6    | 4    | 5    |
|                                                   | Los Verdes   |      |      |      |      | *    |      | 1    | 2    | 2    | 4    | 3    |
|                                                   | Sueña        |      |      |      |      |      |      |      |      |      | 2    | 1    |
|                                                   | Cs           |      |      |      |      |      |      |      |      |      | 2    | 1    |
|                                                   | Vox          |      |      |      |      |      |      |      |      |      |      | 1    |
|                                                   | PCE / EUPV   | 1    | 0    | 0    | 1    | 3*   | 1    | 1    | 2    | 0    | 1    | 0    |
|                                                   | APTCe        |      |      |      |      |      |      |      |      | 4    | 1    |      |
|                                                   | CDS          |      |      | 1    | 0    | 0    |      |      |      |      |      |      |
|                                                   | CUT          |      |      | 4    |      |      |      |      |      |      |      |      |
|                                                   | PI           |      |      | 1    |      |      |      |      |      |      |      |      |
|                                                   | PSOE-h/PASOC | 1    | 1    |      |      |      |      |      |      |      |      |      |
|                                                   | UCD          | 4    |      |      |      |      |      |      |      |      |      |      |
| Fonts: Ministeri de l'Interior                    |              |      |      |      |      |      |      |      |      |      |      |      |

## Resultats detallats

### 1979
| Eleccions municipals de 3 d'abril de 1979 - Torrevella                                                     |                                                      |                                     |                                     |        |          |          |
| Candidatura                                                                                                | Candidatura                                          | Candidatura                         | Cap de llista                       | Vots   | Vots     | Regidors |
| | Partit Socialista del País Valencià-PSOE (PSPV-PSOE) |                                     | Rosa Mazón Valero                   | 2.670  | 46,97%   | 9        |
| | Unió de Centre Democràtic (UCD)                      |                                     | Fernando Aguirre Sánchez            | 1.377  | 24,22%   | 4        |
| | Coalición Democrática (CD)                           |                                     | Tomás Martínez Doménech             | 645    | 11,35%   | 2        |
| | PSOE - Sector Històric (PSOE-h)                      |                                     | Vicente Espinosa García             | 434    | 7,63%    | 1        |
| | Partit Comunista d'Espanya (PCE)                     |                                     | Felipe Albaladejo Valero            | 374    | 6,58%    | 1        |
| | Altres candidatures                                  |                                     |                                     | 185    | 3,25%    | 0        |
| | Vots en blanc                                        |                                     |                                     | 0      | 0%       |          |
| Total vots vàlids i regidors                                                                               | Total vots vàlids i regidors                         | Total vots vàlids i regidors        | Total vots vàlids i regidors        | 5.685  | 100 %    | 17       |
| | Vots nuls                                            | Vots nuls                           | Vots nuls                           | 59     | 1,03%    |          |
| Participació (vots vàlids més nuls)                                                                        | Participació (vots vàlids més nuls)                  | Participació (vots vàlids més nuls) | Participació (vots vàlids més nuls) | 5.744  | 68,33%** |          |
| Abstenció                                                                                                  | Abstenció                                            | Abstenció                           | Abstenció                           | 2.662* | 31,67%** |          |
| Total cens electoral                                                                                       | Total cens electoral                                 | Total cens electoral                | Total cens electoral                | 8.406* | 100 %**  |          |
| Alcaldessa: Rosa Mazón Valero (PSPV) (19/04/1979)                                                          |                                                      |                                     |                                     |        |          |          |
| Fonts: Ministeri de l'Interior. (* No són vots sinó electors. ** Percentatge respecte del cens electoral.) |                                                      |                                     |                                     |        |          |          |

### 1983
| Eleccions municipals de 8 de maig de 1983 - Torrevella                                                     |                                                                                            |                                     |                                     |        |          |          |
| Candidatura                                                                                                | Candidatura                                                                                | Candidatura                         | Cap de llista                       | Vots   | Vots     | Regidors |
| | Partit Socialista del País Valencià-PSOE (PSPV-PSOE)                                       |                                     | Rosa Mazón Valero                   |        | 65,9%    | 12 (+3)  |
| | Alianza Popular - Partit Demòcrata Popular - Unió Valenciana - Unió Liberal (AP-PDP-UV-UL) |                                     |                                     | 1.612  | 24,6%    | 4 (+2)   |
| | Partido de Acción Socialista (PASOC)                                                       |                                     |                                     | 340    | 5,19%    | 1 ()     |
| | Altres candidatures                                                                        |                                     |                                     | 282    | 4,3%     | 0 ( -5)  |
| | Vots en blanc                                                                              |                                     |                                     | 0      | 0%       |          |
| Total vots vàlids i regidors                                                                               | Total vots vàlids i regidors                                                               | Total vots vàlids i regidors        | Total vots vàlids i regidors        | 6.552  | 100 %    | 17       |
| | Vots nuls                                                                                  | Vots nuls                           | Vots nuls                           | 0      | 0%       |          |
| Participació (vots vàlids més nuls)                                                                        | Participació (vots vàlids més nuls)                                                        | Participació (vots vàlids més nuls) | Participació (vots vàlids més nuls) | 6.552  | 68,16%** |          |
| Abstenció                                                                                                  | Abstenció                                                                                  | Abstenció                           | Abstenció                           | 3.060* | 31,84%** |          |
| Total cens electoral                                                                                       | Total cens electoral                                                                       | Total cens electoral                | Total cens electoral                | 9.612* | 100 %**  |          |
| Alcaldessa: Rosa Mazón Valero (PSPV) (19/04/1979)                                                          |                                                                                            |                                     |                                     |        |          |          |
| Fonts: Ministeri de l'Interior. (* No són vots sinó electors. ** Percentatge respecte del cens electoral.) |                                                                                            |                                     |                                     |        |          |          |

### 1987
| Eleccions municipals de 10 de juny de 1987 - Torrevella                                                    |                                                      |                                     |                                     |         |          |          |
| Candidatura                                                                                                | Candidatura                                          | Candidatura                         | Cap de llista                       | Vots    | Vots     | Regidors |
| | Partit Socialista del País Valencià-PSOE (PSPV-PSOE) |                                     | Joaquín García Sánchez              | 2.460   | 31,18%   | 6 (-6)   |
| | Federación de Partidos de Alianza Popular (AP)       |                                     | Pedro Ángel Hernández Mateo         | 1.828   | 23,17%   | 5 (+1)   |
| | Candidatura Unida Torrevejense (CUT)                 |                                     | Rosa Mazón Valero                   | 1.487   | 18,85%   | 4 (+4)   |
| | Progresistas Independientes (PI)                     |                                     | Manuel Mirete Bernabé               | 705     | 8,94%    | 1 (+1)   |
| | Centre Democràtic i Social (CDS)                     |                                     |                                     | 428     | 5,43%    | 1 (+1)   |
| | Altres candidatures                                  |                                     |                                     | 935     | 11,85%   | 0 ( -1)  |
| | Vots en blanc                                        |                                     |                                     | 46      | 0,58%    |          |
| Total vots vàlids i regidors                                                                               | Total vots vàlids i regidors                         | Total vots vàlids i regidors        | Total vots vàlids i regidors        | 7.889   | 100 %    | 17       |
| | Vots nuls                                            | Vots nuls                           | Vots nuls                           | 62      | 0,78%    |          |
| Participació (vots vàlids més nuls)                                                                        | Participació (vots vàlids més nuls)                  | Participació (vots vàlids més nuls) | Participació (vots vàlids més nuls) | 7.951   | 74,11%** |          |
| Abstenció                                                                                                  | Abstenció                                            | Abstenció                           | Abstenció                           | 2.777*  | 25,89%** |          |
| Total cens electoral                                                                                       | Total cens electoral                                 | Total cens electoral                | Total cens electoral                | 10.728* | 100 %**  |          |
| Alcalde: Joaquín García Sánchez (PSPV) (30/06/1987)                                                        |                                                      |                                     |                                     |         |          |          |
| Fonts: Ministeri de l'Interior. (* No són vots sinó electors. ** Percentatge respecte del cens electoral.) |                                                      |                                     |                                     |         |          |          |

### 1991
| Eleccions municipals de 26 de maig de 1991 - Torrevella                                                    |                                                      |                                     |                                     |         |          |          |
| Candidatura                                                                                                | Candidatura                                          | Candidatura                         | Cap de llista                       | Vots    | Vots     | Regidors |
| | Partit Popular (PP)                                  |                                     | Pedro Ángel Hernández Mateo         | 5.194   | 55,25%   | 13 (+8)  |
| | Partit Socialista del País Valencià-PSOE (PSPV-PSOE) |                                     |                                     | 2.949   | 31,37%   | 7 (+1)   |
| | Esquerra Unida del País Valencià (EU)                |                                     |                                     | 787     | 8,37%    | 1 (+1)   |
| | Altres candidatures                                  |                                     |                                     | 410     | 4,36%    | 0 ( -6)  |
| | Vots en blanc                                        |                                     |                                     | 61      | 0,65%    |          |
| Total vots vàlids i regidors                                                                               | Total vots vàlids i regidors                         | Total vots vàlids i regidors        | Total vots vàlids i regidors        | 9.401   | 100 %    | 21 (+4)  |
| | Vots nuls                                            | Vots nuls                           | Vots nuls                           | 46      | 0,49%    |          |
| Participació (vots vàlids més nuls)                                                                        | Participació (vots vàlids més nuls)                  | Participació (vots vàlids més nuls) | Participació (vots vàlids més nuls) | 9.447   | 67,26%** |          |
| Abstenció                                                                                                  | Abstenció                                            | Abstenció                           | Abstenció                           | 4.598*  | 32,74%** |          |
| Total cens electoral                                                                                       | Total cens electoral                                 | Total cens electoral                | Total cens electoral                | 14.045* | 100 %**  |          |
| Alcalde: Pedro Ángel Hernández Mateo (PP) (15/06/1991)                                                     |                                                      |                                     |                                     |         |          |          |
| Fonts: Ministeri de l'Interior. (* No són vots sinó electors. ** Percentatge respecte del cens electoral.) |                                                      |                                     |                                     |         |          |          |

### 1995
| Eleccions municipals de 28 de maig de 1995 - Torrevella                                                             |                                            |                                     |                                     |         |          |          |
| Candidatura | Candidatura                                | Candidatura                         | Cap de llista                       | Vots    | Vots     | Regidors |
| | Partit Popular (PP)                        |                                     | Pedro Ángel Hernández Mateo         | 7.032   | 54,47%   | 12 (-1)  |
| | Partit Socialista del País Valencià (PSPV) |                                     |                                     | 3.414   | 26,44%   | 6 (-1)   |
| | Esquerra Unida - Els Verds (EU-EV)         |                                     |                                     | 1.995   | 15,45%   | 3 (+2)   |
| | Altres candidatures                        |                                     |                                     | 347     | 2,69%    | 0        |
| | Vots en blanc                              |                                     |                                     | 122     | 0,95%    |          |
| Total vots vàlids i regidors                                                                                        | Total vots vàlids i regidors               | Total vots vàlids i regidors        | Total vots vàlids i regidors        | 12.910  | 100 %    | 21       |
| | Vots nuls                                  | Vots nuls                           | Vots nuls                           | 101     | 0,78%    |          |
| Participació (vots vàlids més nuls)                                                                                 | Participació (vots vàlids més nuls)        | Participació (vots vàlids més nuls) | Participació (vots vàlids més nuls) | 13.011  | 65,36%** |          |
| Abstenció | Abstenció                                  | Abstenció                           | Abstenció                           | 6.895*  | 34,64%** |          |
| Total cens electoral                                                                                                | Total cens electoral                       | Total cens electoral                | Total cens electoral                | 19.906* | 100 %**  |          |
| Alcalde: Pedro Ángel Hernández Mateo (PP) (17/06/1995) Per majoria absoluta dels vots dels regidors (12 vots de PP) |                                            |                                     |                                     |         |          |          |
| Fonts: Ministeri de l'Interior. (* No són vots sinó electors. ** Percentatge respecte del cens electoral.)          |                                            |                                     |                                     |         |          |          |

### 1999
| Eleccions municipals de 13 de juny de 1999 - Torrevella                                                             |                                          |                                     |                                     |         |          |          |
| Candidatura | Candidatura                              | Candidatura                         | Cap de llista                       | Vots    | Vots     | Regidors |
| | Partit Popular                           |                                     | Pedro Ángel Hernández Mateo         | 10.442  | 63,08%   | 14 (+2)  |
| | Partit Socialista del País Valencià-PSOE |                                     |                                     | 4.743   | 28,65%   | 6 ()     |
| | Esquerra Unida del País Valencià         |                                     |                                     | 998     | 6,03%    | 1 (-2)   |
| | Altres candidatures                      |                                     |                                     | 148     | 0,89%    | 0        |
| | Vots en blanc                            |                                     |                                     | 222     | 1,34%    |          |
| Total vots vàlids i regidors                                                                                        | Total vots vàlids i regidors             | Total vots vàlids i regidors        | Total vots vàlids i regidors        | 16.553  | 100 %    | 21       |
| | Vots nuls                                | Vots nuls                           | Vots nuls                           | 217     | 1,29%    |          |
| Participació (vots vàlids més nuls)                                                                                 | Participació (vots vàlids més nuls)      | Participació (vots vàlids més nuls) | Participació (vots vàlids més nuls) | 16.770  | 58,66%** |          |
| Abstenció | Abstenció                                | Abstenció                           | Abstenció                           | 11.818* | 41,34%** |          |
| Total cens electoral                                                                                                | Total cens electoral                     | Total cens electoral                | Total cens electoral                | 28.588* | 100 %**  |          |
| Alcalde: Pedro Ángel Hernández Mateo (PP) (03/07/1999) Per majoria absoluta dels vots dels regidors (14 vots de PP) |                                          |                                     |                                     |         |          |          |
| Fonts: Ministeri de l'Interior. (* No són vots sinó electors. ** Percentatge respecte del cens electoral.)          |                                          |                                     |                                     |         |          |          |

### 2003
| Eleccions municipals de 25 de maig de 2003 - Torrevella                                                                                         |                                               |                                     |                                     |         |          |          |
| Candidatura | Candidatura                                   | Candidatura                         | Cap de llista                       | Vots    | Vots     | Regidors |
| | Partit Popular                                |                                     | Pedro Ángel Hernández Mateo         | 11.738  | 54,23%   | 15 (+1)  |
| | Partit Socialista del País Valencià-PSOE      |                                     | Ángel Giménez Viudes                | 6.856   | 31,68%   | 8 (+2)   |
| | Izquierda Verde-Bloc                          |                                     | José Manuel Dolón García            | 1.183   | 5,47%    | 1 (+1)   |
| | Esquerra Unida + Esquerra Valenciana (Entesa) |                                     | José Manuel Martínez Andreu         | 1.162   | 5,37%    | 1 ()     |
| | Altres candidatures                           |                                     |                                     | 479     | 2,21%    | 0        |
| | Vots en blanc                                 |                                     |                                     | 225     | 1,04%    |          |
| Total vots vàlids i regidors | Total vots vàlids i regidors                  | Total vots vàlids i regidors        | Total vots vàlids i regidors        | 21.643  | 100 %    | 25 (+4)  |
| | Vots nuls                                     | Vots nuls                           | Vots nuls                           | 155     | 0,71%    |          |
| Participació (vots vàlids més nuls) | Participació (vots vàlids més nuls)           | Participació (vots vàlids més nuls) | Participació (vots vàlids més nuls) | 21.798  | 54,74%** |          |
| Abstenció | Abstenció                                     | Abstenció                           | Abstenció                           | 18.021* | 45,26%** |          |
| Total cens electoral | Total cens electoral                          | Total cens electoral                | Total cens electoral                | 39.819* | 100 %**  |          |
| Alcalde: Pedro Ángel Hernández Mateo (PP) (14/06/2003) Per majoria absoluta dels vots dels regidors (15 vots de PP)                             |                                               |                                     |                                     |         |          |          |
| Fonts: Ministeri de l'Interior. Junta Electoral de la Zona d'Oriola. (* No són vots sinó electors. ** Percentatge respecte del cens electoral.) |                                               |                                     |                                     |         |          |          |

### 2007
| Eleccions municipals de 27 de maig de 2007 - Torrevella                                                                                         |                                          |                                     |                                     |         |          |          |
| Candidatura | Candidatura                              | Candidatura                         | Cap de llista                       | Vots    | Vots     | Regidors |
| | Partit Popular                           |                                     | Pedro Ángel Hernández Mateo         | 11.863  | 53,03%   | 14 (-1)  |
| | Partit Socialista del País Valencià-PSOE |                                     | Ángel Giménez Viudes                | 6.469   | 28,92%   | 7 (-1)   |
| | Esquerra Unida-Izquierda Republicana     |                                     | José Manuel Martínez Andreu         | 1.695   | 7,58%    | 2 (+1)   |
| | Los Verdes (LVPV)                        |                                     | José Manuel Dolón García            | 1.658   | 7,41%    | 2 (+1)   |
| | Altres candidatures                      |                                     |                                     | 357     | 1,59%    | 0        |
| | Vots en blanc                            |                                     |                                     | 329     | 1,47%    |          |
| Total vots vàlids i regidors | Total vots vàlids i regidors             | Total vots vàlids i regidors        | Total vots vàlids i regidors        | 22.371  | 100 %    | 25       |
| | Vots nuls                                | Vots nuls                           | Vots nuls                           | 222     | 0,98%    |          |
| Participació (vots vàlids més nuls) | Participació (vots vàlids més nuls)      | Participació (vots vàlids més nuls) | Participació (vots vàlids més nuls) | 22.593  | 51,64%** |          |
| Abstenció | Abstenció                                | Abstenció                           | Abstenció                           | 21.162* | 48,36%** |          |
| Total cens electoral | Total cens electoral                     | Total cens electoral                | Total cens electoral                | 43.755* | 100 %**  |          |
| Alcalde: Pedro Ángel Hernández Mateo (PP) (16/06/2007) Per majoria absoluta dels vots dels regidors (14 vots de PP)                             |                                          |                                     |                                     |         |          |          |
| Fonts: Ministeri de l'Interior. Junta Electoral de la Zona d'Oriola. (* No són vots sinó electors. ** Percentatge respecte del cens electoral.) |                                          |                                     |                                     |         |          |          |

### 2011
| Eleccions municipals de 22 de maig de 2011 - Torrevella                                                                                         |                                                  |                                     |                                     |         |         |          |
| Candidatura | Candidatura                                      | Candidatura                         | Cap de llista                       | Vots    | Vots    | Regidors |
| | Partit Popular de la Comunitat Valenciana        |                                     | Eduardo Dolón Sánchez               | 11.364  | 47,46%  | 15 (+1)  |
| | Partit Socialista del País Valencià-PSOE         |                                     | Ángel Sáez Martínez                 | 4.539   | 18,96%  | 6 (-1)   |
| | Alternativa Popular de Torrevieja-Independientes |                                     | Manuel Domingo Soler Torregrosa     | 3.455   | 14,43%  | 4 (+4)   |
| | Els Verds del País Valencià                      |                                     | José Manuel Dolón García            | 2.193   | 9,16%   | 2 ()     |
| | Esquerra Unida del País Valencià                 |                                     | José Manuel Martínez Andreu         | 1.153   | 4,82%   | 0 (-2)   |
| | Altres candidatures                              |                                     |                                     | 987     | 4,12%   | 0        |
| | Vots en blanc                                    |                                     |                                     | 251     | 1,05%   |          |
| Total vots vàlids i regidors | Total vots vàlids i regidors                     | Total vots vàlids i regidors        | Total vots vàlids i regidors        | 23.942  | 100 %   | 27 (+2)  |
| | Vots nuls                                        | Vots nuls                           | Vots nuls                           | 218     | 0,9%    |          |
| Participació (vots vàlids més nuls) | Participació (vots vàlids més nuls)              | Participació (vots vàlids més nuls) | Participació (vots vàlids més nuls) | 24.160  | 53,9%** |          |
| Abstenció | Abstenció                                        | Abstenció                           | Abstenció                           | 20.660* | 46,1%** |          |
| Total cens electoral | Total cens electoral                             | Total cens electoral                | Total cens electoral                | 44.820* | 100 %** |          |
| Alcalde: Eduardo Dolón Sánchez (PP) (01/07/2011) Per majoria absoluta dels vots dels regidors (15 vots de PP)                                   |                                                  |                                     |                                     |         |         |          |
| Fonts: Ministeri de l'Interior. Junta Electoral de la Zona d'Oriola. (* No són vots sinó electors. ** Percentatge respecte del cens electoral.) |                                                  |                                     |                                     |         |         |          |

### 2015
| Eleccions municipals de 24 de maig de 2015 - Torrevella |                                                  |                                     |                                     |         |          |          |
| Candidatura | Candidatura                                      | Candidatura                         | Cap de llista                       | Vots    | Vots     | Regidors |
| | Partit Popular de la Comunitat Valenciana        |                                     | Eduardo Dolón Sánchez               | 8.982   | 37,94%   | 11 (-4)  |
| | Partit Socialista del País Valencià-PSOE         |                                     | Ángel Sáez Martínez                 | 3.930   | 16,6%    | 4 (-2)   |
| | Los Verdes                                       |                                     | José Manuel Dolón García            | 3.275   | 13,83%   | 4 (+2)   |
| | Sueña Torrevieja                                 |                                     | Pablo Samper Hernández              | 1.842   | 7,78%    | 2 (+2)   |
| | Ciutadans - Partit de la Ciutadania              |                                     | Pilar Gómez Mañana                  | 1.582   | 6,68%    | 2 (+2)   |
| | Alternativa Popular de Torrevieja-Independientes |                                     | Manuel Domingo Soler Torregrosa     | 1.523   | 6,43%    | 1 (-3)   |
| | Esquerra Unida del País Valencià                 |                                     | Víctor Ferrández Esteve             | 1.511   | 6,38%    | 1 (+1)   |
| | Altres candidatures                              |                                     |                                     | 830     | 3,5%     | 0        |
| | Vots en blanc                                    |                                     |                                     | 200     | 0,84%    |          |
| Total vots vàlids i regidors | Total vots vàlids i regidors                     | Total vots vàlids i regidors        | Total vots vàlids i regidors        | 23.675  | 100 %    | 25 (-2)  |
| | Vots nuls                                        | Vots nuls                           | Vots nuls                           | 314     | 1,31%    |          |
| Participació (vots vàlids més nuls) | Participació (vots vàlids més nuls)              | Participació (vots vàlids més nuls) | Participació (vots vàlids més nuls) | 23.989  | 50,59%** |          |
| Abstenció | Abstenció                                        | Abstenció                           | Abstenció                           | 23.427* | 49,41%** |          |
| Total cens electoral | Total cens electoral                             | Total cens electoral                | Total cens electoral                | 47.416* | 100 %**  |          |
| Alcalde: José Manuel Dolón García (LV) (13/06/2015) Per majoria absoluta dels vots dels regidors (14 vots: tots els regidors excepte els del PP)              |                                                  |                                     |                                     |         |          |          |
| Fonts: Ministeri de l'Interior. Junta Electoral de la Zona d'Oriola. Periòdic Ara. (* No són vots sinó electors. ** Percentatge respecte del cens electoral.) |                                                  |                                     |                                     |         |          |          |

### 2019
En les eleccions municipals de 26 de maig de 2019 foren elegits 14 regidors del Partit Popular (PP), 5 del Partit Socialista del País Valencià (PSPV-PSOE), 3 de Los Verdes de Torrevieja-Compromís Municipal (LV-Compromís), 1 de Sueña Torrevieja (Sueña), 1 de Ciutadans - Partit de la Ciutadania (Cs) i 1 de Vox.
| Eleccions municipals de 26 de maig de 2019 - Torrevella                                                                       |                                               |                                     |                                     |         |          |          |
| Candidatura | Candidatura                                   | Candidatura                         | Cap de llista                       | Vots    | Vots     | Regidors |
| | Partit Popular de la Comunitat Valenciana     |                                     | Eduardo Dolón Sánchez               | 10.614  | 46,35%   | 14 (+3)  |
| | Partit Socialista del País Valencià-PSOE      |                                     | Andrés Navarro Sánchez              | 4.467   | 19,54%   | 5 (+1)   |
| | Los Verdes de Torrevieja- Compromís Municipal |                                     | José Manuel Dolón García            | 2.666   | 12,28%   | 3 (-1)   |
| | Sueña Torrevieja                              |                                     | Pablo Samper Hernández              | 1.199   | 5,64%    | 1 (-1)   |
| | Ciutadans - Partit de la Ciutadania           |                                     | María del Pilar Gómez Magán         | 1.159   | 6,68%    | 1 (-1)   |
| | Vox                                           |                                     | Carolina Vigara García              | 1.143   | 5,05%    | 1 (+1)   |
| | Altres candidatures                           |                                     |                                     | 1.180   | 5,40%    | 0 ( -2)  |
| | Vots en blanc                                 |                                     |                                     | 118     | 0,51%    |          |
| Total vots vàlids i regidors                                                                                                  | Total vots vàlids i regidors                  | Total vots vàlids i regidors        | Total vots vàlids i regidors        | 22.546  | 100 %    | 25       |
| | Vots nuls                                     | Vots nuls                           | Vots nuls                           | 151     | 0,68%    |          |
| Participació (vots vàlids més nuls)                                                                                           | Participació (vots vàlids més nuls)           | Participació (vots vàlids més nuls) | Participació (vots vàlids més nuls) | 22.697  | 51,04%** |          |
| Abstenció | Abstenció                                     | Abstenció                           | Abstenció                           | 21.685* | 48,96%** |          |
| Total cens electoral | Total cens electoral                          | Total cens electoral                | Total cens electoral                | 44.382* | 100 %**  |          |
| Alcalde: Eduardo Dolón Sánchez (PP) (15/06/2019) Per majoria absoluta dels vots dels regidors (15 vots: 14 del PP i 1 de Cs)  |                                               |                                     |                                     |         |          |          |
| Fonts: JEC, JEZ Oriola, M. Interior, Periòdic Ara. (* No són vots sinó electors. ** Percentatge respecte del cens electoral.) |                                               |                                     |                                     |         |          |          |